# Dreams (canción de The Corrs)
«Dreams» es un sencillo de The Corrs publicado en 1998 y extraído como tema extra del álbum Talk On Corners. La canción es una versión del éxito de Fleetwood Mac, reconvertida por The Corrs en esta ocasión en un tema de claras influencias folk para el cual se compuso una nueva melodía.
El sencillo "Dreams", del que se editaron varias versiones, significó su consolidación definitiva en Reino Unido tras interpretar el tema junto con Mick Fleetwood (de Fleetwood Mac) en el Royal Albert Hall de Londres el día de San Patricio de 1998. De hecho, el disco Talk On Corners había llegado al número 7 en la lista de ventas inglesas, tras un tiempo bajó al 61 y tras la emisión de este concierto subió al número 1, puesto que repitió varias semanas.
"Dreams" vendió 200 000 copias en Reino Unido y se convirtió en uno de los mayores éxito de la banda.

## Ediciones

### Edición inglesa
- «Dreams» (Tee's Radio)
- «Dreams» (Tee's New Radio)
- «Dreams» (TNT Pop Extended Mix)
- «Dreams» (Tee's Club)
- «Dreams» (In House Mix)

### Edición Royal Albert Hall
- «Dreams» (en directo con Mick Fleetwood)
- «The Right Time» (directo)
- «Queen Of Hollywood» (directo)
- «Haste to the wedding» (Instrumental con Mick Fleetwood)

### Edición holandesa
- «Dreams» (Radio Edit)
- «Dreams» (Tee's Radio)

### Edición alemana
- «Dreams» (Radio Edit)
- «Dreams» (Tee's New Radio)
- «Dreams» (TNT Pop Extended Mix)
- «Dreams» (Tee's Club)
- «Dreams» (In House Mix)

### Edición australiana
- «Dreams» (Radio Edit)
- «Dreams» (Tee's New Radio)
- «Dreams» (TNT Pop Extended Mix)
- «Dreams» (Tee's Club)
- «Dreams» (In House Mix)

### Edición EE. UU.
- «Dreams» (Todd Terry No Violín Remix)
- «Dreams» (Álbum Versión)

- Datos: Q11681187